# آخر يوم للديناصورات
آخر يوم للديناصورات (بالإنجليزية: Last Day of the Dinosaurs)‏ هو فيلم وثائقي تلفزيوني أنيميشن أنتجته قناة ديسكفري في 2010 عن انقراض الديناصورات وهو يصور فرضية ألفاريز كسبب للانقراض.

## القصة
أحداث «آخر يوم للديناصورات» تجري فيما هو الآن شمال غرب المحيط الهادئ أمريكا الشمالية ووسط المكسيك ومنغوليا أثناء حدث انقراض العصر الطباشيري-الثلاثي.

## الإنتاج
نماذج الديناصورات التي صُممت من أجل الوثائقي Clash of the Dinosaurs أُعيد استخدامها لهذا البرنامج.

## وصلات خارجية
- آخر يوم للديناصورات على موقع IMDb (الإنجليزية)
- آخر يوم للديناصورات على موقع فيلمافينيتي (الإسبانية)
- آخر يوم للديناصورات على موقع قاعدة بيانات الفيلم (الإنجليزية)
- آخر يوم للديناصورات على موقع ليتربوكسد (الإنجليزية)
- آخر يوم للديناصورات على موقع كينوبويسك (الروسية)
- آخر يوم للديناصورات على موقع قاعدة بيانات الفيلم (الإنجليزية)
- http://press.discovery.com/asia-pacific/dsc/programs/last-day-dinosaurs/
- http://www.tv.com/shows/last-day-of-the-dinosaurs/